# Orontius (Mondkrater)
Orontius ist ein Einschlagkrater im Süden der Mondvorderseite, südlich des Mare Nubium, nordöstlich des Kraters Tycho und westlich von Nasireddin.
Der Krater ist sehr stark erodiert und der Kraterrand mehrfach überlagert (im Osten von Huggins und im Westen von Sasserides A), weshalb er trotz eines Durchmessers von über 90 Kilometern unauffällig ist.
| Buchstabe | Position          | Durchmesser | Link |
| --------- | ----------------- | ----------- | ---- |
| A         | 39,13° S, 2,71° W | 7 km        |      |
| B         | 39,95° S, 3,27° W | 11 km       |      |
| C         | 37,97° S, 4,2° W  | 15 km       |      |
| D         | 39,41° S, 6,29° W | 14 km       |      |
| E         | 39,59° S, 4,95° W | 6 km        |      |
| F         | 39,29° S, 4,13° W | 41 km       |      |

Der Krater wurde 1935 von der IAU nach dem französischen Mathematiker und Kartografen Oronce Fine offiziell benannt.